# Serge Nigg
Pour les articles homonymes, voir Nigg.
Serge Nigg, né le 6 juin 1924 à Paris et mort le 12 novembre 2008 dans la même ville,, est un compositeur français.

## Biographie
Serge Nigg a participé très tôt à la vie musicale avec le poème symphonique Timour écrit à 19 ans et créé par l'Orchestre national de la Radiodiffusion française en 1944.
En 1946, il s'engage l'un des tout  premiers dans la grande aventure dodécaphonique, qui devait exercer l'influence que l'on sait sur la musique de l'après-guerre. Il s'orientera, par la suite, vers une synthèse de cette technique et de la tradition hédoniste française, soucieuse de raffinement et de beauté harmonique. Parallèlement à ses activités de compositeur, Serge Nigg a siégé au Comité de musique de la radiodiffusion française en 1956, puis, en 1967, Marcel Landowski  le nomme Inspecteur des théâtres lyriques français.
En 1978 il succède à Olivier Messiaen comme professeur de composition au Conservatoire de Paris, puis en 1982, il enseigne l'instrumentation et l’orchestration.
En 1989, il est élu à un fauteuil de la section de composition musicale de l’Académie des beaux-arts, succédant à Emmanuel Bondeville. En 1995, il en devient président pour l'année, charge qu'il cumule avec celle de président de l’Institut de France.
Serge Nigg s'était engagé au Parti communiste français et avait suivi les directives artistiques de l'homme politique soviétique Andreï Jdanov, proche de Joseph Staline.

## Œuvres
Une partie des partitions des œuvres de Serge Nigg est éditée par les Éditions Billaudot.
Parmi ses œuvres principales, l'on peut citer dans le domaine de la musique de chambre : 
- 3 sonates pour piano,
- la Sonate pour violon seul commanditée par Christian Ferras (qui la créa au Carnegie Hall de New York),
- un Quatuor à cordes ;

dans le domaine symphonique : 
- Yassak,
- Fulgur (inspiré par Héliogabale ou l'anarchiste couronné d'Antonin Artaud),
- Fastes de l'Imaginaire,
- Pour un poète captif (inspiré des poèmes de Nâzim Hikmet),
- Mirrors for William Blake  (avec piano principal),
- Million d'oiseaux d'or créé par Michel Plasson au Symphony-Hall de Boston en 1981.

## Prix principaux
Il a reçu cinq Grands Prix du disque pour ses différentes compositions. De plus, il reçoit en 1958 le Prix Italia (Prix de la RAI), en 1974 le Grand Prix musical de la ville de Paris, en 1978 le Grand Prix de la SACEM pour l'ensemble de son œuvre, à deux reprises, en 1976 et 1983, le Prix Florence Gould (Académie des beaux-arts) et en 1987 le Prix René Dumesnil (Académie des beaux-arts).

## Distinctions
- Chevalier de la Légion d'honneur
- Officier de l'Ordre national du Mérite
- Officier des Arts et des Lettres

## Discographie
- Sonates pour piano n° 1 et n° 2, Geneviève Ibanez, piano
- Sonate pour violon seul, Christian Ferras, violon
- Sonate pour violon et piano, Stéphane Tran Ngoc, violon, Brigitte Vandôme, piano

Disque REM 311288, 1995-1996